# Gilbert y Sullivan

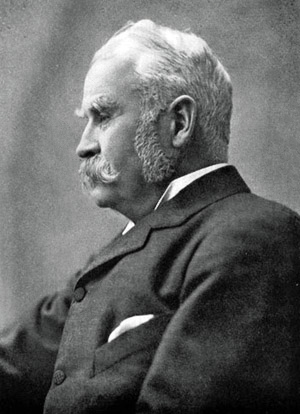
W. S. Gilbert

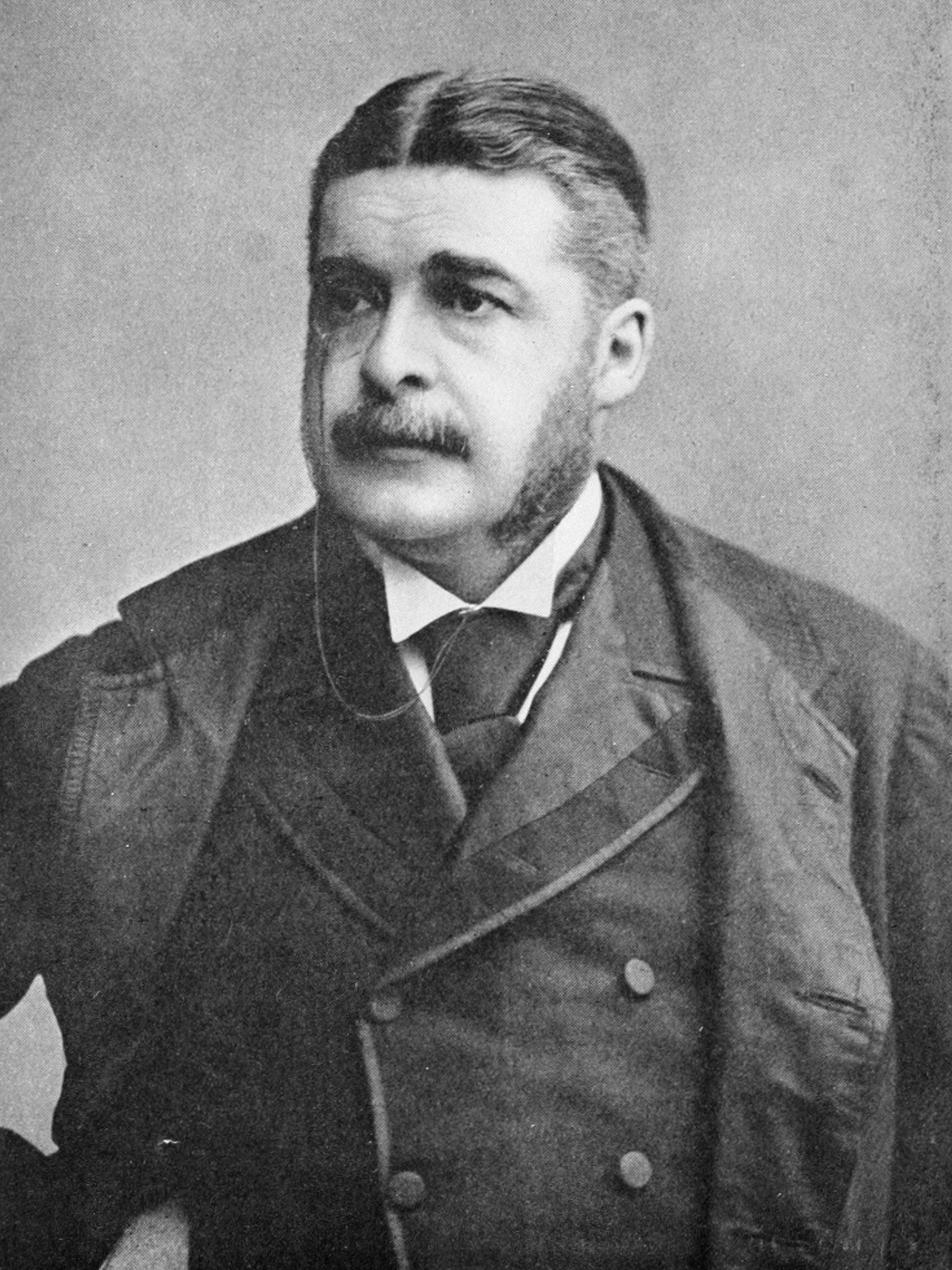
Arthur Sullivan

Gilbert y Sullivan es la forma habitual como se conoce a la colaboración artística entre el libretista W. S. Gilbert (1836-1911) y el compositor Arthur Sullivan (1842-1900), en plena época Victoriana. Juntos, escribieron catorce operetas entre 1871 y 1896, de las que H.M.S. Pinafore, The Pirates of Penzance y The Mikado se encuentran entre las más conocidas.

## Historia de la colaboración
Gilbert, autor de los libretos, creó «mundos al revés» (en inglés topsy-turvy) para estas óperas, donde cada situación absurda es llevada a su conclusión lógica: hadas codeándose con lores británicos, el flirteo es crimen que merece la pena capital, gondoleros ascendiendo a la monarquía, y piratas que resultan ser nobles que se han descarriado. Sullivan, siete años más joven que Gilbert, componía la música, contribuyendo con melodías simétricas y proporcionadas, según Sir George Grove.
Gilbert y Sullivan se conocieron en 1869. Dos años más tarde, Gilbert y Sullivan escribirían su primera obra juntos. Fue el productor Richard D'Oyly Carte quien reunió a Gilbert y Sullivan y fomentó su colaboración. Construyó el teatro Savoy en 1881 para presentar su obra conjunta —que llegó a ser conocida con el término de «óperas del Savoy»— y fundó la compañía de ópera D'Oyly Carte, que interpretó y divulgó sus obras durante casi un siglo.
La relación de trabajo de Gilbert y Sullivan a veces era tensa, en parte debido a que cada uno veía su obra sometida a la del otro y en parte porque tenían personalidades opuestas: Gilbert era susceptible, mientras que Sullivan evitaba el conflicto. Además, Gilbert incluía en sus libretos situaciones del mundo puesto del revés, con el orden social totalmente alterado; al cabo del tiempo, estos temas entraban en conflicto con el deseo de Sullivan de realismo y contención emocional. También entraban en conflicto la sátira política que Gilbert hacía de los ricos y poderosos a los que, por el contrario, Sullivan buscaba como mecenas.
Después de Ruddigore, Sullivan pidió deshacer la colaboración, diciendo que encontraba las tramas de Gilbert repetitivas y que las operetas no le resultaban satisfactorias.  Pero la relación de trabajo continuó. Durante la producción de The Gondoliers se produjo una discusión con el productor respecto a los costes, y Sullivan se puso del lado de este último, quien estaba construyendo un teatro en Londres para la producción de nuevas óperas en inglés, con el Ivanhoe de Sullivan como obra inaugural. Gilbert y Sullivan comenzaron a trabajar con otras personas. En 1891, después de muchos intentos fallidos de reconciliación entre la pareja y su productor, Richard D'Oyly Carte, el editor musical de Gilbert y Sullivan, Tom Chappell, medió entre dos de sus más provechosos artistas, y tuvo éxito.
Después del fracaso de la obra The Grand Duke (1896), no vieron motivo para seguir colaborando. Sullivan, ya enfermo, murió cuatro años después.

## Influencia cultural

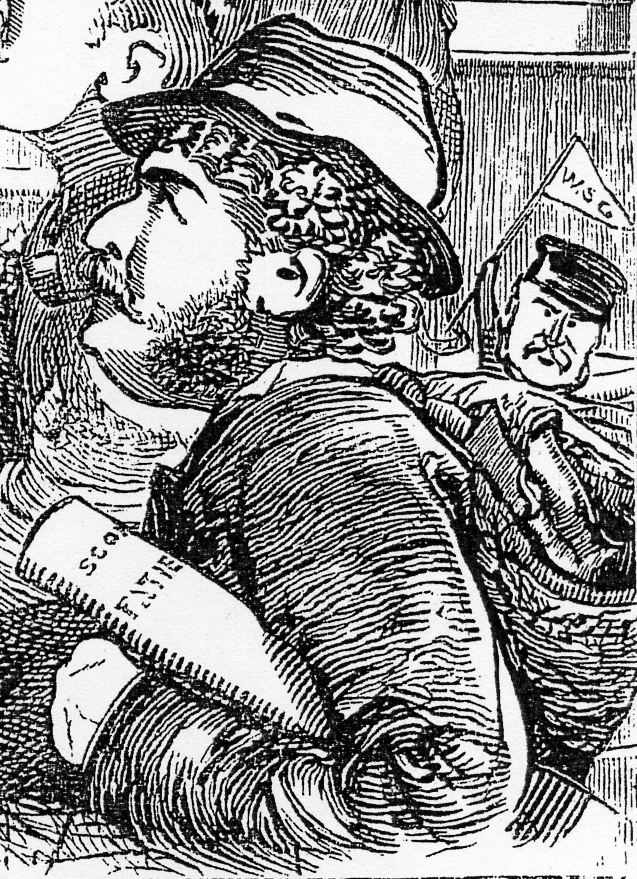
Detalle de una viñeta de Punch, en la que aparecen Sullivan y Gilbert.

Durante casi 150 años, Gilbert y Sullivan han influido de forma omnipresente en la cultura popular del mundo angloparlante, y líneas y citas de sus óperas han pasado a formar parte de la lengua inglesa (aunque no fueran originadas por Gilbert), como "shock corto y agudo", "¿Qué nunca? Bueno, ¡casi nunca!", "Dejemos que el castigo se ajuste al crimen" y "A policeman's lot is not a happy one". Las óperas han influido en el estilo y el discurso político, la literatura, el cine y la televisión, han sido ampliamente parodiadas por humoristas y han sido citadas en sentencias judiciales. 
El musical estadounidense y británico tiene una enorme deuda con G&S, que fueron admirados y copiados por los primeros autores y compositores de teatro musical como Ivan Caryll, Adrian Ross, Lionel Monckton, P. G. Wodehouse,  Guy Bolton y Victor Herbert, y más tarde Jerome Kern, Ira Gershwin, Yip Harburg, Irving Berlin, Ivor Novello, Oscar Hammerstein II, y Andrew Lloyd Webber.  Las letras de Gilbert sirvieron de modelo para letristas de Broadway del siglo XX como Cole Porter, Ira Gershwin, y Lorenz Hart. Noël Coward escribió: "Nací en una generación que todavía se tomaba en serio la música ligera. Las letras y melodías de Gilbert y Sullivan fueron tarareadas y rasgueadas en mi conciencia a una edad temprana. Mi padre las cantaba, mi madre las tocaba, mi nodriza, Emma, las respiraba a través de sus dientes..... Mis tías y tíos... las cantaban solas y al unísono a la menor provocación....".
La profesora Carolyn Williams ha señalado: "La influencia de Gilbert y Sullivan -su ingenio y sentido de la ironía, los guiños a la política y a la cultura contemporánea- va más allá del teatro musical y se extiende a la comedia en general. Las alusiones a su obra han llegado a nuestra propia cultura popular".El experto y entusiasta de Gilbert y Sullivan Ian Bradley está de acuerdo: 

El musical no es, por supuesto, la única forma cultural que muestra la influencia de G&S. Herederos aún más directos son los ingeniosos y satíricos compositores de canciones que se encuentran a ambos lados del Atlántico en el siglo XX, como Michael Flanders y Donald Swann en el Reino Unido y Tom Lehrer en Estados Unidos. La influencia de Gilbert es perceptible en una vena de comedia británica que corre a través del verso de John Betjeman pasando por Monty Python y Private Eye hasta... series de televisión como Yes Minister ... en las que se hace hincapié en el ingenio, la ironía y en burlarse de la clase dirigente desde dentro, de un modo que consigue ser irrespetuoso con la autoridad y a la vez cómodamente urbano.

Las propias obras de Gilbert y Sullivan son frecuentemente pasticheadas y parodiadas.. Ejemplos bien conocidos de ello son The Elements y Clementine de Tom Lehrer; Allan Sherman'I'm Called Little Butterball, When I Was a Lad, You Need an Analyst y The Bronx Bird-Watcher;  y The Two Ronnies' 1973 Christmas Special. Otros cómicos han utilizado canciones de Gilbert y Sullivan como parte fundamental de sus rutinas, entre ellos Hinge and Bracket, Anna Russell, y el episodio HMS Yakko de la serie de televisión animada Animaniacs'. Las canciones de Gilbert y Sullivan a menudo aparecen en la publicidad, y se han publicado elaboradas parodias publicitarias, al igual que las imágenes de varios artistas de Gilbert y Sullivan a lo largo de las décadas.  Las óperas cómicas de Gilbert y Sullivan son comúnmente referenciadas en la literatura, el cine y la televisión de diversas formas que incluyen el uso extensivo de la música de Sullivan. o donde la acción ocurre durante una representación de una ópera de Gilbert y Sullivan, como en la película The Girl Said No (película de 1937)]].

## Obras conjuntas
- Thespis (1871, Tespis)
- Trial by Jury (1875, Juicio por jurado)
- The Sorcerer
- H.M.S. Pinafore (1878)
- The Pirates of Penzance (1879, Los piratas de Penzance)
- Patience (1881)
- Iolanthe (1882)
- Princess Ida (1884)
- The Mikado (1885, El Mikado)
- Ruddigore (1887)
- The Yeomen of the Guard (1888, Los alabarderos de la Casa Real)
- The Gondoliers (1889)
- Utopia, Limited (1893)
- The Grand Duke (1896)

## Legado cultural
- La película de 1992 Berryvision se inspira en Princess Ida.
- La película de 1981 Sorcerers Go Wild. se inspira en The Sorcerer.
- La película de 1982 The Pirate Movie se inspira en The Pirates of Penzance.
- La película de 1983 Pinafores in Paris se inspira en H.M.S. Pinafore.
- La película de 1999 Topsy-Turvy describe la tormentosa relación profesional entre Gilbert y Sullivan.
- La película de 2009 Mikado: A VeggieTales Movie se inspira en The Mikado.
- En el cuento Circulo Vicioso, de Isaac Asimov, se hace una pequeña referencia a Gilbert y Sullivan, comparándola con la situación absurda que se describe en el cuento.